# Kráľova hoľa

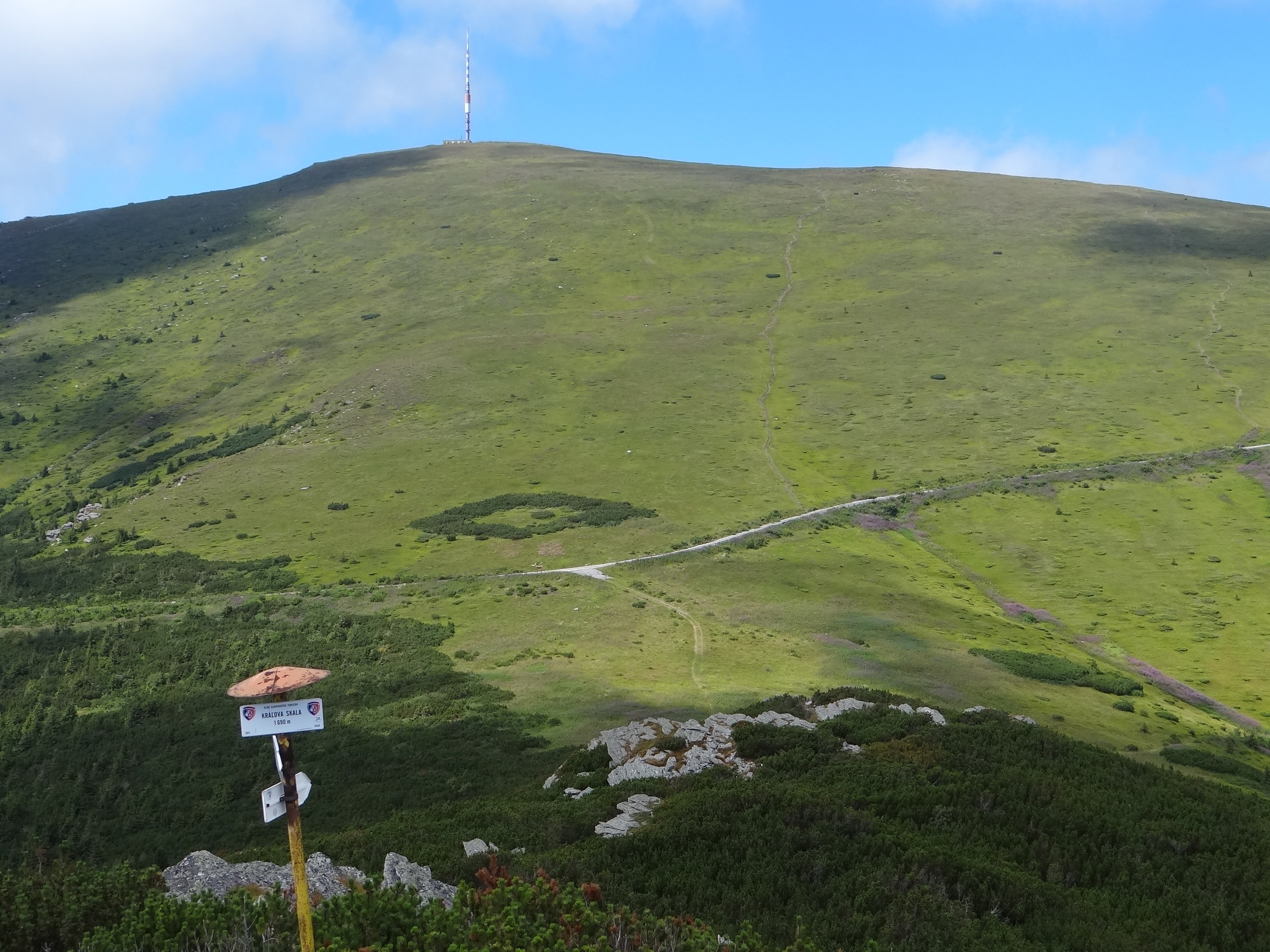
Szczyt Kráľovej hoľi

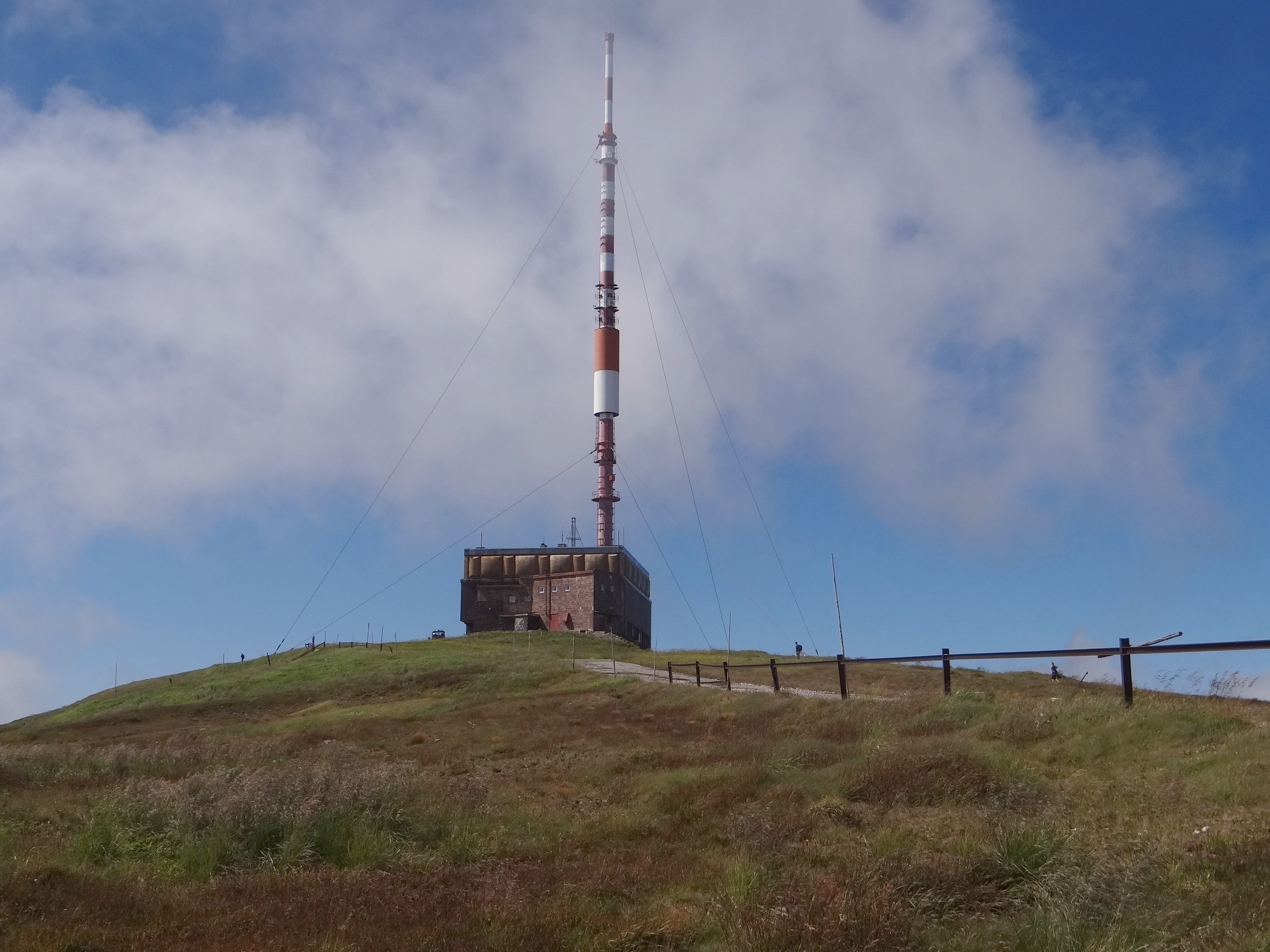
Przekaźnik telewizyjny na szczycie

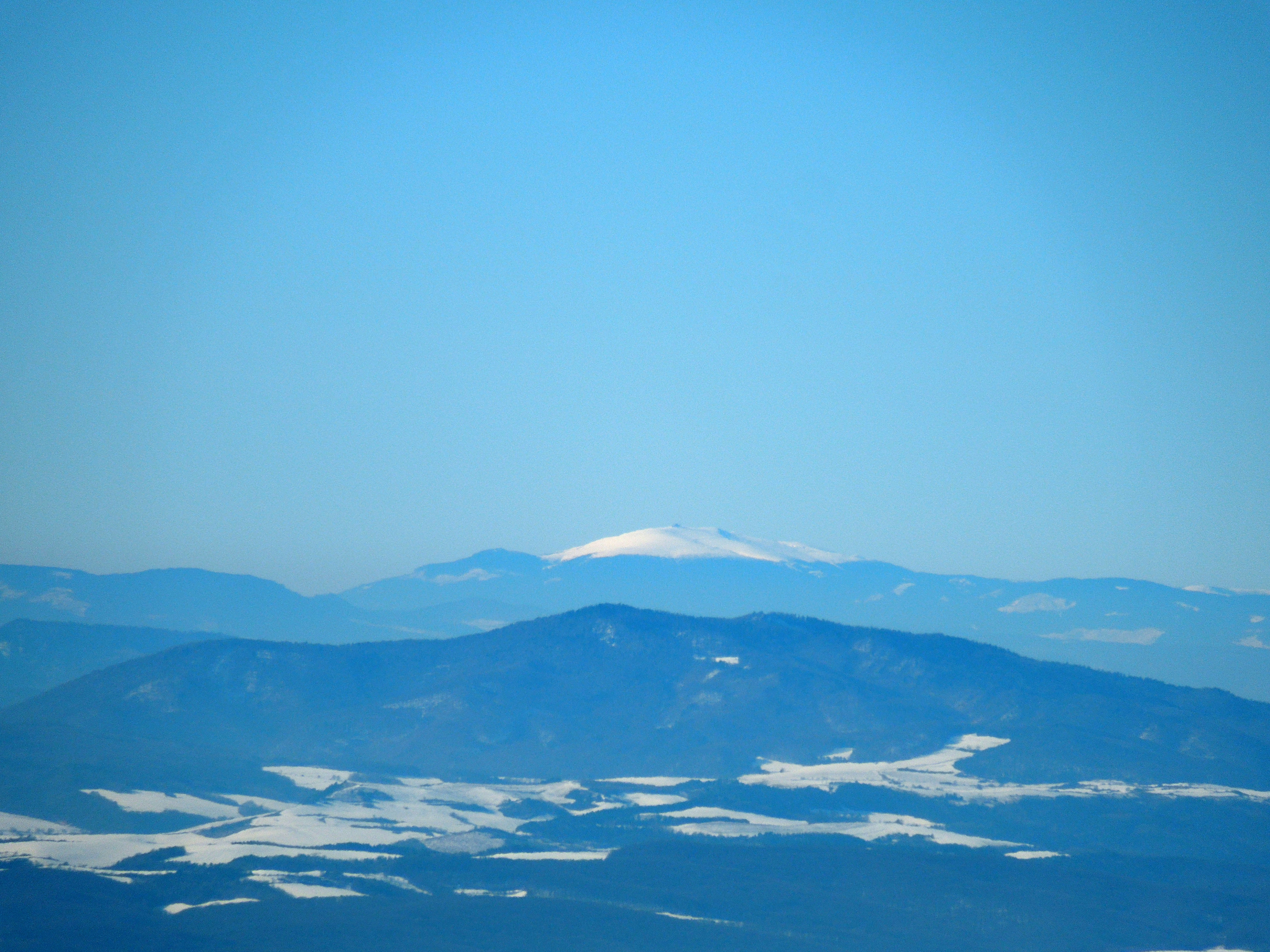
Kráľova hoľa. Widok ze szczytu Šimonka

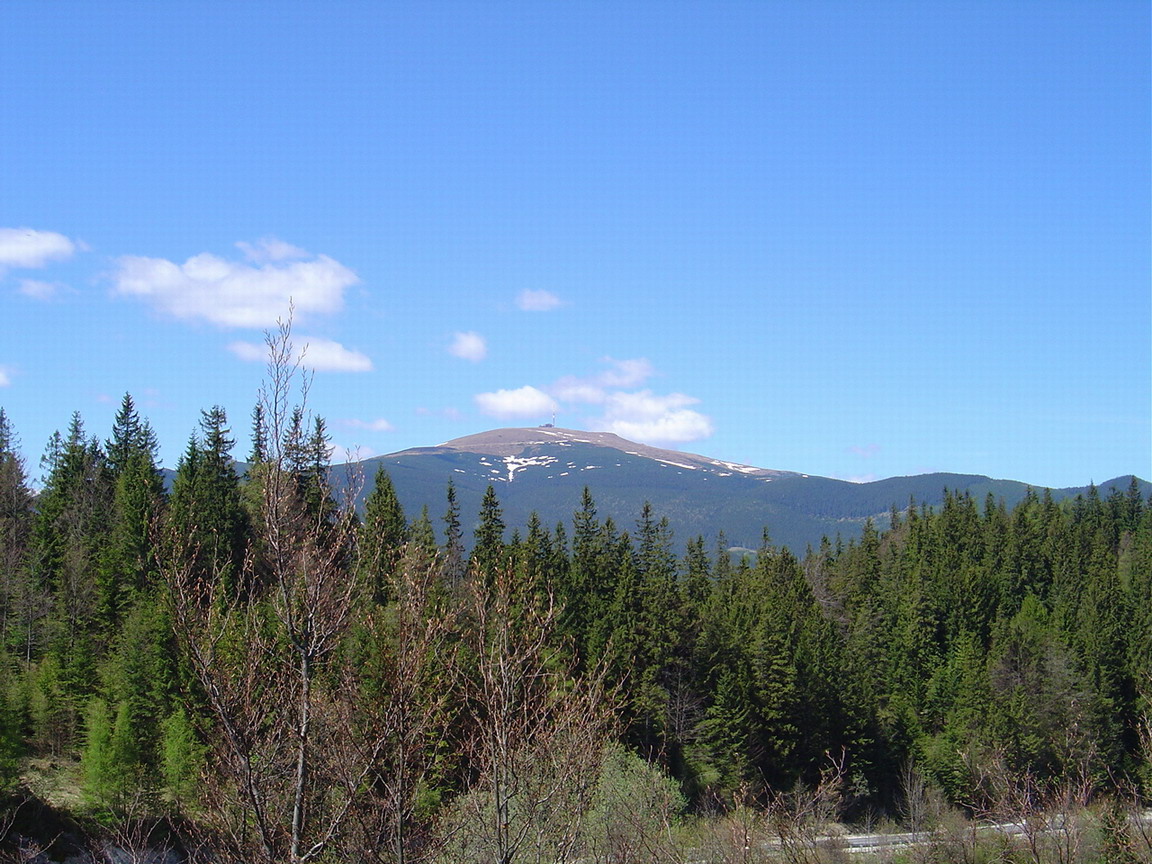
Kráľova hoľa. Widok z przełęczy Popová

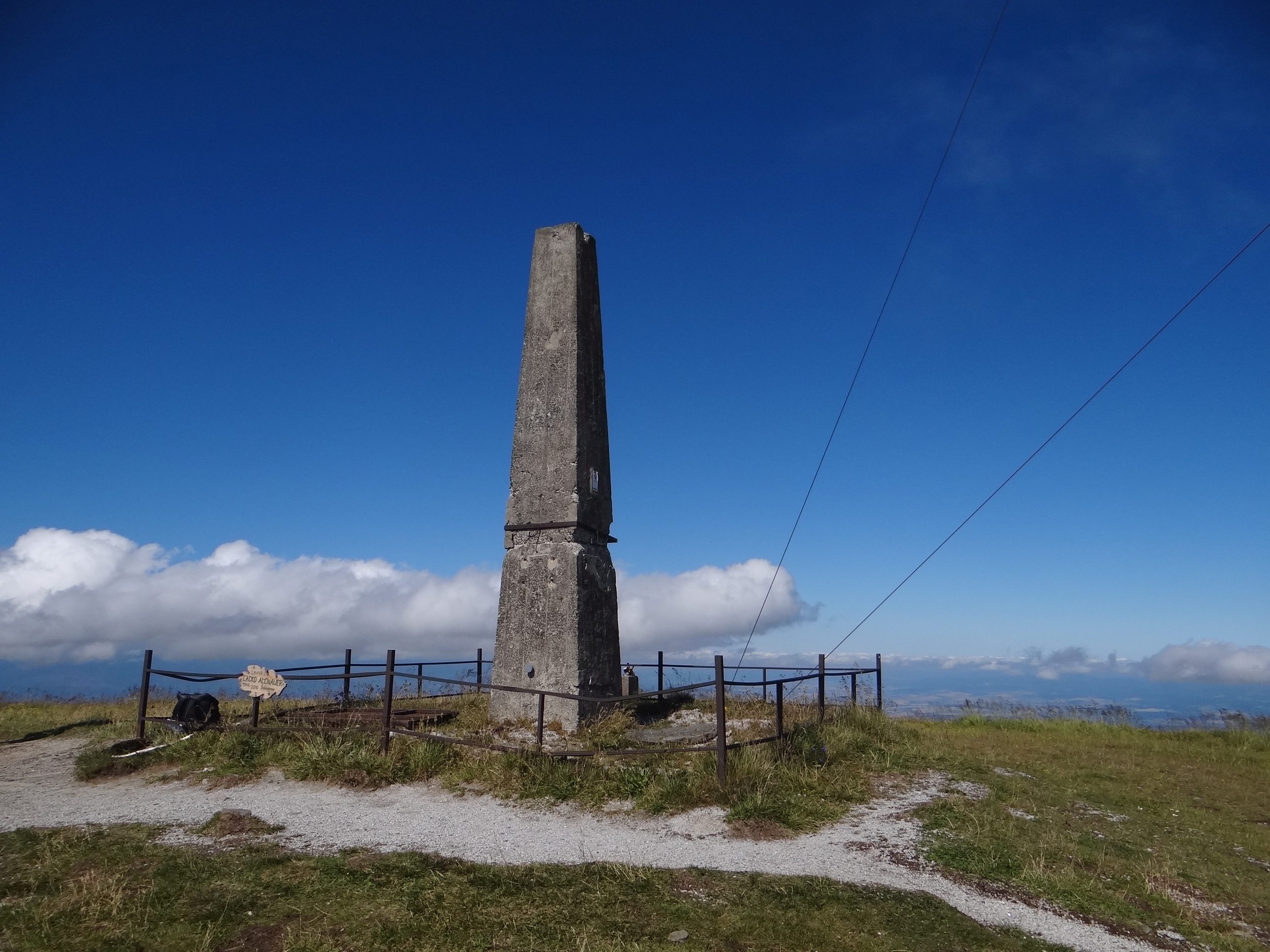
Betonowy obelisk na szczycie

Kráľova hoľa (pol. „Królewska Hala”, węg. Király-hegy, niem. Königsberg, 1946 m) – szczyt w Tatrach Niżnych w Centralnych Karpatach Zachodnich na Słowacji. Obok tatrzańskiego Krywania druga narodowa góra Słowaków, uwieczniona w wielu legendach i opowieściach.

## Położenie
Kráľova hoľa leży w głównym grzbiecie Niżnych Tatr. Jest pierwszym, licząc od wschodu, wybitnym halnym szczytem w tej grupie górskiej i jednocześnie najwyższym we wschodniej części tych gór, zwanej czasem na skutek tego Kráľovohoľskimi Tatrami.
Kráľova hoľa znajduje się na obszarze Parku Narodowego Niżne Tatry, którego granica biegnie południowymi stokami masywu na wysokości 1350–1400 m n.p.m.

## Geologia – morfologia
Prawie cały masyw Kráľovej hoľi zbudowany jest ze skał magmowych i metamorficznych. Obok granitów głównym budulcem są tu różne łupki krystaliczne. Na południowych stokach masywu występują mezozoiczne wapienie, sięgające tu z sąsiedniego Krasu Spisko-Gemerskiego.

## Hydrologia
Szczyt Kráľovej hoľi jest zwornikiem kilku grzbietów wododziałowych, wyznaczających granice dorzeczy dużych rzek słowackich: Wagu, Hnilca, Hornadu i Hronu. Na północno-wschodnich stokach szczytu Kráľovej hoľi, na wysokości ok. 1770 m n.p.m., znajdują się źródła rzeki Hnilec. Na północnym zboczu szczytu, na wysokości ok. 1680 m, znajdują się źródła Czarnego Wagu, który po połączeniu z Białym Wagiem tworzy największą rzekę Słowacji – Wag. Na wschodnich stokach masywu, pod przełęczą Besník na wysokości 980 m, znajduje się źródło rzeki Hron, zaś na południowo-wschodnich zboczach Kráľovej hoľi, na wysokości ok. 1640 m, znajduje się wypływ jednego ze źródłowych toków Hronu – potoku Zubrovica.

## Przyroda ożywiona
Stoki masywu po poziomicę 1500–1550 m n.p.m. pokrywają lasy reglowe, w których dominuje świerk pospolity. Towarzyszą mu jodła pospolita, modrzew, jawor, rzadko – buk. W rejonie Telgártu aż po 1100 m n.p.m. sięgają łąki kośne i pastwiska. W pasie powyżej 1100–1200 m n.p.m. świerk tworzy prawie jednolite drzewostany, w których przy górnej granicy lasu pojawiają się też jałowce, niskie jarzębiny i brzozy. Powyżej górnej granicy lasu na północnych stokach (miejscami aż po 1750 m) oraz w rejonie Kráľovej skaly (1690 m n.p.m.) rosną łany kosodrzewiny, wśród których pojawiają się zarośla borówki czarnej i borówki brusznicy. Najwyższe tereny pokrywają stosunkowo ubogie w gatunki zbiorowiska łąk górskich.

## Historia poznania
Według miejscowych podań już w 1241 r. miał się tutaj chronić przed najazdem mongolskim król Węgier Bela IV. Inną z „kráľovohoľskich” legend jest ta o dobrym królu Macieju (Korwinie), który lubił tu podobno polować i na pamiątkę uczty po udanych łowach w 1474 r. miał kazać wyryć okolicznościowy napis na wielkim, płaskim głazie na szczycie, służącym mu wtedy za stół. Ów Królewski stół był wspominany jeszcze w końcu XVIII w., ale napisu nikt już wówczas na nim nie widział. Legendę o królu Beli IV zanotował Matej Bel (1684-1749), słowacko-węgierski duchowny i wybitny polihistor, który sam był na Kráľovej holi i uchodzi za pierwszego znanego zdobywcę tej góry. W swej Notitia Hungariae novae historico-geographica (...) poświęcił on opisowi Kráľovej holi aż 14 linijek tekstu. Samuel Mikovíni (1686-1750), kartograf i pierwszy rektor najstarszej szkoły górniczej w Europie, w Bańskiej Szczawnicy, oznaczył szczyt Kráľovej holi na mapie, dołączonej do dzieła Bela.
Kráľova hoľa uważana była dawniej za najwyższy szczyt Niżnych Tatr. Dopiero dokładniejsze pomiary niwelacyjne w XIX w. odebrały jej ten prymat (w rzeczywistości zajmuje siódme miejsce na liście najwyższych szczytów tej grupy górskiej). W tym też wieku zaczęła być często odwiedzana przez turystów. Stan taki trwa do dziś, chociaż na górze tej nigdy nie wzniesiono żadnego schroniska turystycznego.

## Zagospodarowanie szczytu
Od 1960 r. charakterystyczną dominantą szczytu Kráľovej hoľi jest potężna bryła stacji przekaźnikowej TV z wysokim na 131 m, widocznym z bardzo daleka masztem nadajnika. Wysokość i znaczna moc nadajnika sprawiają, że nadawany stąd sygnał odbierany jest na 1/4 terytorium Słowacji, a także w południowej Polsce. W budynku znajdują się m.in. placówka słowackiego Pogotowia Górskiego. Do stacji, serpentynami z miejscowości Šumiac w dolinie Hronu, wiedzie wąska droga o długości 11,5 km – w górnej części, powyżej granicy lasu asfaltowa, w dolnej zaś szutrowa. Przy pokonywanej różnicy wzniesień 1162 m jej średnie nachylenie wynosi 10,6%, ale na niektórych odcinkach nachylenie przekracza 12%.  Droga jest zamknięta dla ruchu publicznego z wyjątkiem rowerów. Szczyt wyznacza betonowy słup triangulacyjny, usytuowany na zachód od masztu nadajnika. Kráľova hoľa stanowi jeden z głównych punktów sieci triangulacyjnej Słowacji.

## Turystyka
Kráľova hoľa jest jednym z najliczniej odwiedzanych szczytów Niżnych Tatr. Znany jest z doskonałej, dookolnej panoramy, obejmującej w promieniu do 50-60 km kilkanaście grup górskich w środkowej i wschodniej Słowacji (m.in. Tatry, Góry Choczańskie, Niżne Tatry z Dziumbierem i Wielką Chochulą, Góry Stolickie, Słowacki Raj, Płaskowyż Murański), obejmujących łącznie blisko 1/6 powierzchni kraju. Przy bardzo dobrej widzialności widoczne są m.in. szczyty Beskidu Morawsko-Śląskiego, Bieszczady i oddalona o ponad 220 km Połonina Borżawska. Biegnie przez niego znakowany czerwono główny, graniowy szlak Niżnych Tatr – Cesta hrdinov SNP. Na szczyt góry wiedzie ponadto kilka znakowanych szlaków turystycznych z okolicznych miejscowości.
  odcinek: Telgárt – Kráľova hoľa – Stredná hoľa – Orlová – Bartková – Ždiarske sedlo – Andrejcová – Priehybka – Veľká Vápenica – Priehyba – Kolesárová – Oravcová (przełęcz) – Oravcová (szczyt) – Zadná hoľa – Ramža – Jánov grúň – Bacúšske sedlo – Sedlo za Lenovou – Czertowica – Kumštové sedlo – Králička – Schronisko Štefánika
  Telgárt – Kráľova skala – Snehová jama – Kráľova hoľa
  Liptovská Teplička – rozdroże Výpad – Veľký Brunov – Zatúrňa –  Kráľova hoľa
  Šumiac – Skalička – Predné sedlo – Kráľova hoľa
  Spišské Bystré – Vinné – Lopušná– Vlčia chata – Smrečinské sedlo – Tri kopce – Martalužka

## Kultura
Miłosne rozterki górala przedstawia ludowa pieśń Na Kráľovej holi.